# Gymnopilus purpureonitens
Gymnopilus purpureonitens là một loài nấm thuộc họ Cortinariaceae.